# Kanada na Letních olympijských hrách 1960
Kanada se účastnila Letní olympiády 1960 v italském Římě. Zastupovalo ji 85 sportovců (74 mužů a 11 žen) ve 14 sportech.

## Medailisté
| Medaile | Jméno | Sport     | Soutěž           |
| ------- | --- | --------- | ---------------- |
| Stříbro | Donald Arnold Walter D'Hondt Nelson Kuhn John Lecky Kenneth Loomer William McKerlich Archibald McKinnon Glenn Mervyn Sohen Biln | Veslování | Muži osmiveslice |